# Aleksandr Jeriomienko
Aleksandr Władimirowicz Jeriomienko, ros. Александр Владимирович Ерёменко (ur. 10 kwietnia 1980 w Moskwie) – rosyjski hokeista, reprezentant Rosji, olimpijczyk.

## Kariera
- THK Twer (1999-2001)
- Dinamo Moskwa (2011)
- Mieczeł Czelabińsk (2001-2002)
- Dinamo Moskwa (2002-2003)
- Amur Chabarowsk (2003-2004)
- Dinamo Moskwa (2004-2005)
- Ak Bars Kazań (2005-2007)
- Saławat Jułajew Ufa (2007-2011)
- Dinamo Moskwa (2011-2022)

Od 2011 zawodnik Dinama Moskwa. 1 maja 2013 przedłużył kontrakt o trzy lata. W kwietniu 2021 prolongował umowę o kolejny rok. Pod koniec marca 2022 ogłoszono zakończenie przez niego kariery zawodniczej.
Uczestniczył w turniejach mistrzostw świata 2005, 2007, 2008, 2009, 2010 oraz zimowych igrzysk olimpijskich 2014.

## Sukcesy

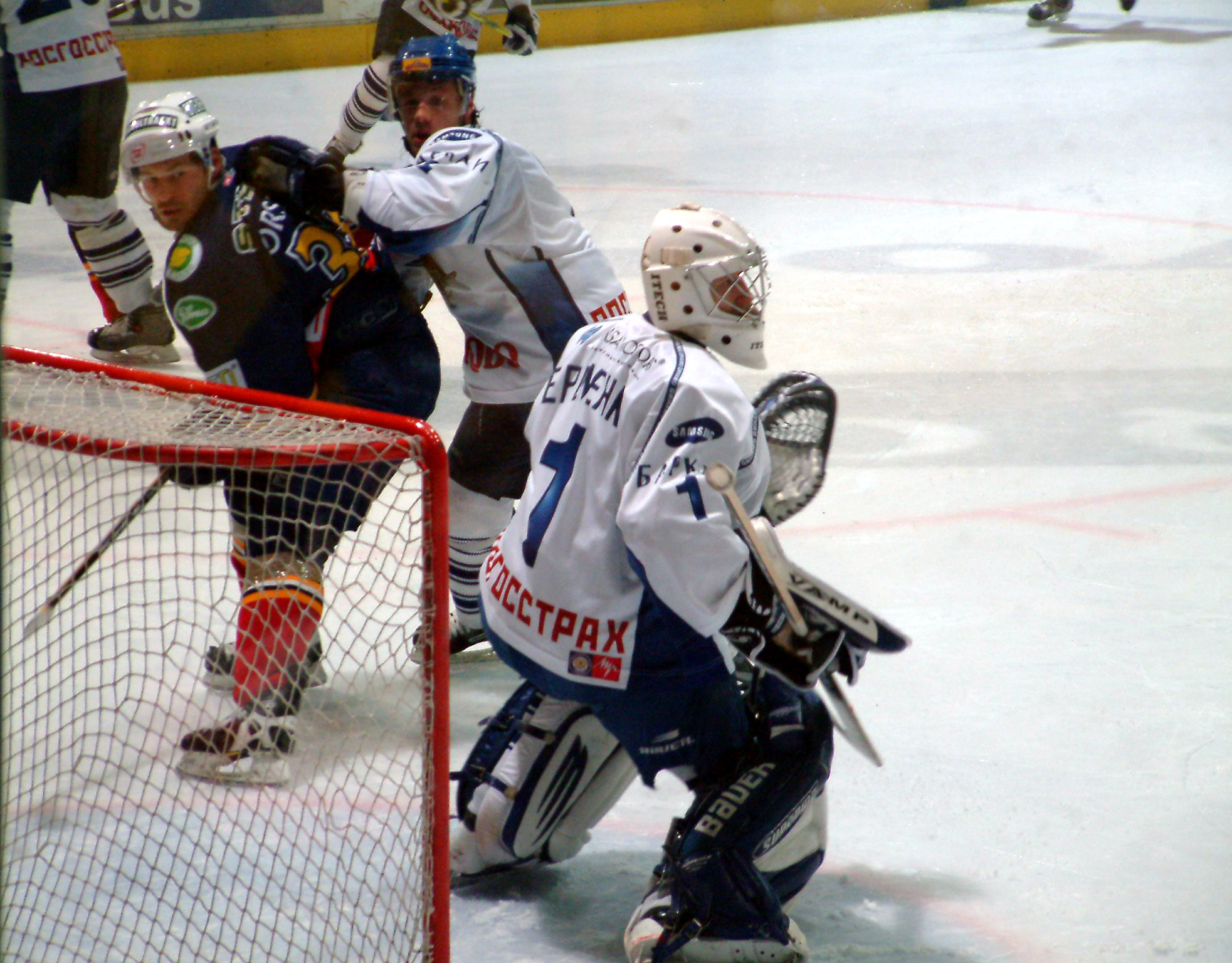
Aleksandr Jeriomienko w barwach Dinamo Moskwa podczas PK 2004/2005

Reprezentacyjne
- Złoty medal mistrzostw świata: 2008, 2009
- Srebrny medal mistrzostw świata: 2010
- Brązowy medal mistrzostw świata: 2007

Klubowe
- Złoty medal mistrzostw Rosji: 2005 z Dinamem Moskwa, 2006 z Ak Barsem Kazań, 2008, 2011 z Saławatem Jułajew Ufa, 2012, 2013 z Dinamem Moskwa
- Puchar Mistrzów 2007 z Ak Barsem Kazań
- Puchar Gagarina: 2011 z Saławatem Jułajew Ufa, 2012, 2013 z Dinamem Moskwa
- Brązowy medal mistrzostw Rosji: 2020 z Dinamem Moskwa

Indywidualne
- Superliga rosyjska w hokeju na lodzie (2006/2007):
  - Złoty Kask (przyznawany sześciu zawodnikom wybranym do składu gwiazd sezonu)
- Mistrzostwa Świata w Hokeju na Lodzie 2007/Elita:
  - Pierwsze miejsce w klasyfikacji skuteczności interwencji w turnieju: 95,74%
  - Pierwsze miejsce w klasyfikacji średniej goli straconych w turnieju: 0,98
- Superliga rosyjska w hokeju na lodzie (2007/2008):
  - Złoty Kask (przyznawany sześciu zawodnikom wybranym do składu gwiazd sezonu)
- Hokejowa Liga Mistrzów 2008/2009:
  - Pierwsze miejsce w klasyfikacji skuteczności interwencji bramkarzy turnieju: 95,17%
  - Pierwsze miejsce w klasyfikacji średniej goli straconych na mecz bramkarzy turnieju: 1,50
- KHL (2008/2009):
  - Najlepszy bramkarz miesiąca – wrzesień 2008
  - Drugie miejsce w klasyfikacji skuteczności interwencji w sezonie zasadniczym: 93,7%
  - Czwarte miejsce w klasyfikacji średniej goli straconych na mecz w sezonie zasadniczym: 1,74
  - Piąte miejsce w klasyfikacji skuteczności interwencji w fazie play-off: 92,7
  - Piąte miejsce w klasyfikacji meczów bez straty gola wśród bramkarzy w fazie play-off: 1
- KHL (2009/2010):
  - Drugie miejsce w klasyfikacji skuteczności interwencji w sezonie zasadniczym: 93,1%
  - Drugie miejsce w klasyfikacji średniej goli straconych na mecz w sezonie zasadniczym: 1,76
  - Czwarte miejsce w klasyfikacji skuteczności interwencji w fazie play-off: 93,4%
  - Trzecie miejsce w klasyfikacji średniej goli straconych na mecz w fazie play-off: 1,36
- KHL (2011/2012):
  - Najlepszy bramkarz miesiąca – luty 2012, kwiecień 2012 oraz ćwierćfinały konferencji i finały o Puchar Gagarina
  - Drugie miejsce w klasyfikacji średniej goli straconych na mecz w sezonie zasadniczym: 1,91
  - Drugie miejsce w klasyfikacji meczów bez straty gola w sezonie zasadniczym: 6
  - Czwarte miejsce w klasyfikacji skuteczności interwencji w fazie play-off: 94,3%
  - Czwarte miejsce w klasyfikacji średniej goli straconych na mecz w fazie play-off: 1,56
  - Drugie miejsce w klasyfikacji meczów bez straty gola w fazie play-off: 3
  - Złoty Kask (przyznawany sześciu zawodnikom wybranym do składu gwiazd sezonu)
  - Nagroda Mistrz Play-off
  - Najlepszy Bramkarz Sezonu
- KHL (2012/2013):
  - Najlepszy bramkarz miesiąca – październik 2012
  - Trzecie miejsce w klasyfikacji średniej goli straconych na mecz w sezonie zasadniczym: 1,85
  - Trzecie miejsce w klasyfikacji meczów bez straty gola w sezonie zasadniczym: 5
  - Piąte miejsce w klasyfikacji skuteczności interwencji w fazie play-off: 93,4%
  - Pierwsze miejsce w klasyfikacji średniej goli straconych na mecz w fazie play-off: 1,74
  - Trzecie miejsce w klasyfikacji meczów bez straty gola w fazie play-off: 3
  - Najlepszy bramkarz – finał o Puchar Gagarina
  - Nagroda Mistrz Play-off
  - Najlepszy Bramkarz Sezonu
  - Złoty Kask (przyznawany sześciu zawodnikom wybranym do składu gwiazd sezonu)
- KHL (2013/2014):
  - Mecz Gwiazd KHL (wybrany, nie wystąpił)[4][5]
  - Trzecie miejsce w klasyfikacji meczów bez straty gola w sezonie zasadniczym: 6
- KHL (2015/2016):
  - Najlepszy bramkarz miesiąca – luty 2016[6]
  - Piąte miejsce w klasyfikacji średniej goli straconych na mecz w sezonie zasadniczym: 1,77
  - Czwarte miejsce w klasyfikacji średniej goli straconych na mecz w fazie play-off: 1,76
  - Drugie miejsce w klasyfikacji meczów bez straty gola w fazie play-off: 3
- KHL (2016/2017):
  - Najlepszy bramkarz miesiąca – grudzień 2016[7], styczeń[8], luty[9] 2017
  - Pierwsze miejsce w klasyfikacji średniej goli straconych na mecz w sezonie zasadniczym: 1,29
  - Drugie miejsce w klasyfikacji skuteczności interwencji w sezonie zasadniczym: 95,0%
  - Pierwsze miejsce w klasyfikacji meczów bez straty gola w sezonie zasadniczym: 9
  - Czwarte miejsce w klasyfikacji meczów bez straty gola w fazie play-off: 1
- KHL (2018/2019):
  - Trzecie miejsce w klasyfikacji skuteczności interwencji w fazie play-off: 93,8%
- KHL (2020/2021):
  - Najlepszy bramkarz miesiąca – grudzień 2020[10]
  - Pierwsze miejsce w klasyfikacji skuteczności interwencji w sezonie zasadniczym: 93,6%
  - Drugie miejsce w klasyfikacji średniej goli straconych na mecz w sezonie zasadniczym: 1,75
  - Piąte miejsce w klasyfikacji meczów bez straty gola w sezonie zasadniczym: 4
- KHL (2021/2022):
  - Nagroda za Wierność Hokejowi[11][12]

Rekord
- Trzy złote medale mistrzostw Rosji z rzędu wśród aktywnych zawodników KHL (2013)[13]

Wyróżnienia
- Zasłużony Mistrz Sportu Rosji w hokeju na lodzie: 2009
- Dyplom Wdzięczności Prezydenta Federacji Rosyjskiej: 2013[14]
- Nagroda specjalna „Fonbet Złota Drużyna” – przyznana trenerowi i sześciu zawodnikom wybranym do składu gwiazd na 15-lecie rozgrywek KHL: 2023[15]

Odznaczenie
- Medal Orderu „Za zasługi dla Ojczyzny” II stopnia: 2009[16]